# Whistler Olympic Park

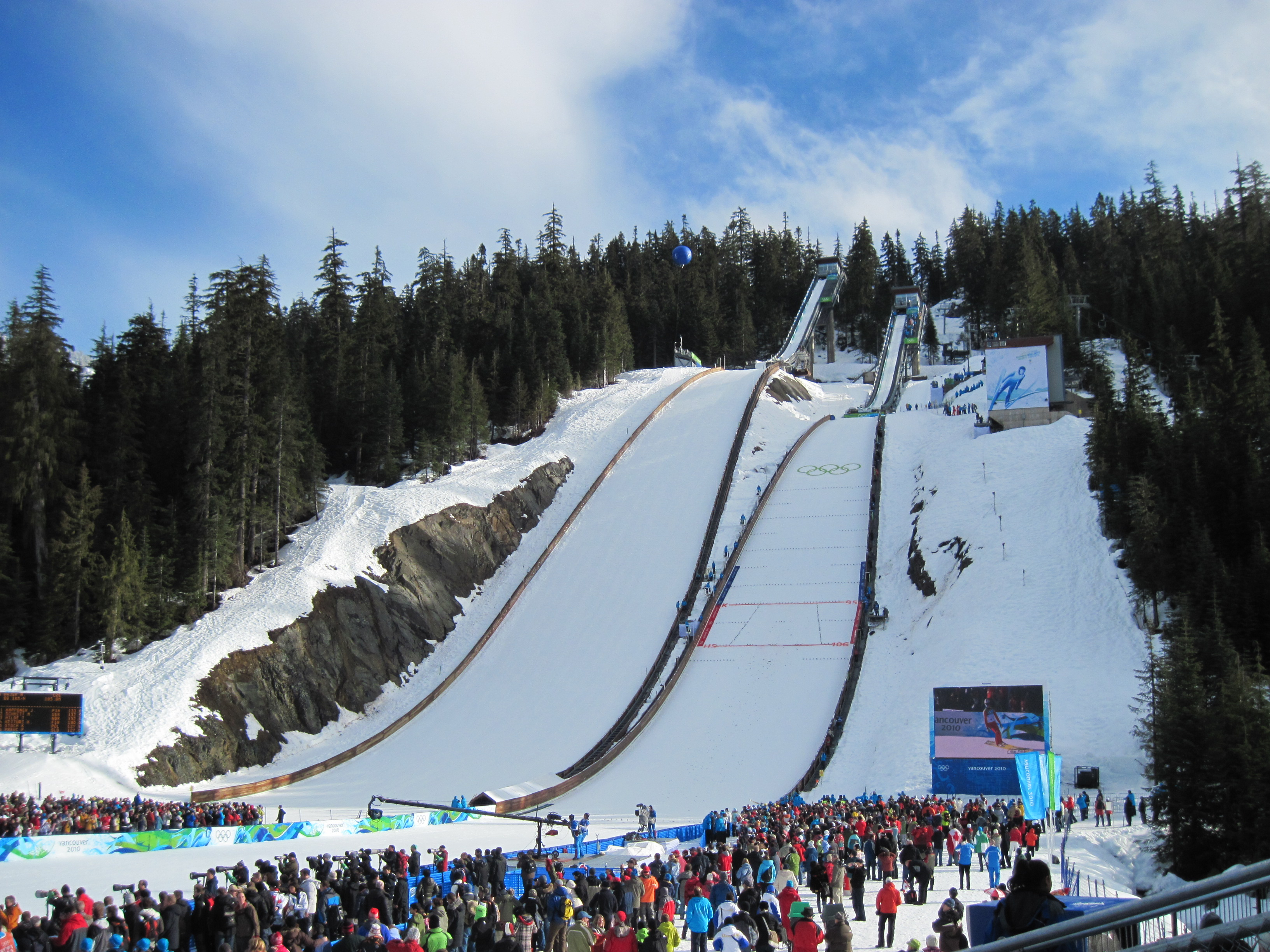
O parque durante a disputa do salto de esqui dos Jogos Olímpicos de 2010

O Whistler Olympic Park é um parque situado nos montes da cidade de Whistler que serviu como sede dos eventos de biatlo, esqui cross-country, combinado nórdico e salto de esqui nos Jogos Olímpicos de Inverno de 2010, em Vancouver.